# Секуритате
Департаментът за държавна сигурност (на румънски: Departamentul Securităţii Statului), по-известен като Секурита̀те, е тайна служба на Социалистическа Румъния.
Предишната тайна служба на Румъния е наричана Държавна сигурност (на румънски: Siguranţa Statului). Основана е на 30 август 1948 г. с помощ от съветското НКВД. Службата е закритта през декември 1989 г., малко след като президентът Николае Чаушеску е свален.
Секуритате, в съотношение с румънското население, е една от най-големите специални сили в Източния блок. Тя е и една от най-бруталните.  Първоначалният бюджет на Секуритате от 1948 г. осигурява 4641 длъжности, от които 3549 места са заети до февруари 1949 г. До 1951 г. съставът се увеличава петкратно, а през януари 1956 г. има вече 25 468 служители. При режима на Чаушеску Секуритате наема 11 000 агенти и половин милион информатори за страна с население 22 милиона души към 1985 г.

## Структура

### Генерална дирекция за технически операции
Създаден е през 1954 г. с поддръжката на съветски специалисти. Заема водещо положение в Секуритате и се занимава с всички видове телекомуникации и подслушване на учреждения и частни домове.

### Дирекция за контрашпионаж
Провежда денонощно наблюдение на чужденци, регистрира контакти на чужденци с граждани на Румъния. Също така възпрепятства получаването на убежище на дисиденти в чуждестранните посолства.

### Дирекция по затворите
Занимава се с управлението на румънските затвори, разпити и мъчения на затворниците.

### Дирекция за вътрешна безопасност
Отначало се създава за контрол на Комунистическата партия на Румъния. През 1978 г. е разформирована и започва да осъщесвява контрол над други департаменти на Секуритате, подчинявайки се лично на партийния лидер Чаушеску.

### Национална комисия по визи и паспорти
Контролира излизането на румънски граждани в чужбина. Евреи и германци получават виза при посредничество на правителството на Израел и ФРГ, които изплащат сумата от 5000 до 10000 щатски долара за всеки емигрант.
Когато законът за емиграция през 1988 г. се смекчава, 40 000 граждани на Румъния заминават за Унгария и отказват да се върнат.

### Дирекция на войските за държавна сигурност
Има състав от 20 000 войници във военни подразделения, въоръжени и с артилерия. Войската охранява телевизионни и радиостанции и важни държавни обекти.

### Дирекция на полицията
Осъществява контрол над органите на полицията. През 1990 г. влиза в състава на новата служба Полиция на Румъния.

### ДирекцияV
Осъществява лична охрана на официални лица и партийни лидери.